# Ezrat Nashim

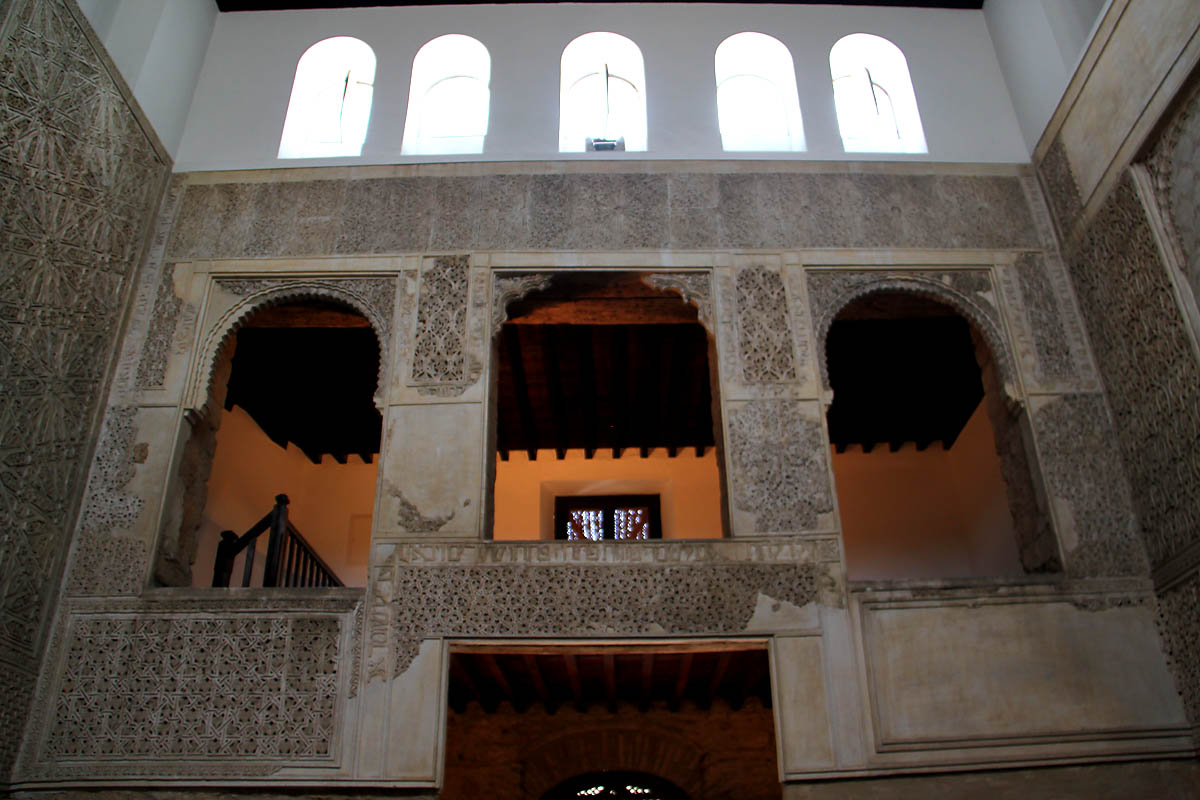
L'Ezrat Nashim nella sinagoga di Cordova del XIV secolo.

L'Ezrat Nashim (in ebraico עזרת נשים‎?) o Vaybershul (in yiddish ווײַבערשול‎?), comunemente chiamata Sezione femminile o Galleria delle donne, è un'area del santuario di una sinagoga riservata esclusivamente alle donne.
Gli studiosi hanno a lungo dibattuto sull'esistenza di un Ezrat Nashim nelle sinagoghe durante i periodi del Secondo tempio, della Mishnah e del Talmud. Shmuel Safrai, attraverso una combinazione di analisi testuali e prove archeologiche, ha sostenuto che, sebbene le donne frequentassero i servizi della sinagoga, non vi sono prove a sostegno dell'esistenza di una mechitza che separasse i sessi o dell'esistenza di un Ezrat Nashim. Anche l'archeologo Lee Levin concorda sul fatto che non ci sono prove archeologiche dell'esistenza di Ezrat Nashim nelle antiche sinagoghe, ma che in molte antiche sinagoghe è presente un'unica sala di preghiera, il che indica che non c'era alcuna segregazione.
L'Ezrat Nashim potrebbe essere quindi un annesso separato, come si osserva nella Sinagoga Vecchia-Nuova di Praga e nella sinagoga di Worms, oppure una galleria elevata all'interno del santuario della sinagoga. In quest'ultimo caso, solitamente si trova sul lato ovest dell'edificio, anche se esistono varianti con alcune gallerie posizionate sul lato nord o sud. Nelle sinagoghe più grandi è comune trovare due gallerie, una sopra l'altra.
A metà del XIX secolo, le sinagoghe riformate in Germania ed Austria introdussero banchi separati per uomini e donne sullo stesso piano. Successivamente, le congregazioni riformate negli Stati Uniti introdussero la "seduta in famiglia", in base alla quale i fedeli si siedono insieme indipendentemente dal genere. Molte sinagoghe ortodosse costruite nel XX e XXI secolo non hanno un'area separata, ma sono invece suddivise su un unico piano in sezioni maschili e femminili per mezzo di una mechitza.